# Vixen (album)
Pour les articles homonymes, voir Vixen.
Albums de Vixen
Rev It Up
(1990)
Vixen est le 1er album studio du groupe Vixen sorti en 1988.

## Morceaux
| No  | Titre                  | Auteur                                                | Durée |
| --- | ---------------------- | ----------------------------------------------------- | ----- |
| 1.  | Edge of a Broken Heart | Marx, Waybill                                         | 4:24  |
| 2.  | I Want You to Rock Me  | David Cole, Janet Gardner                             | 3:30  |
| 3.  | Cryin'                 | Gregg Tripp, Jeff Paris                               | 3:32  |
| 4.  | American Dream         | Butcher                                               | 4:19  |
| 5.  | Desperate              | Kuehnemund, Brian Miku, Leah Santos                   | 4:16  |
| 6.  | One Night Alone        | Tripp, Paris                                          | 3:50  |
| 7.  | Hell Raisers           | Vixen, Scott Metaxas, Kenneth Dubman, Spencer Proffer | 4:27  |
| 8.  | Love Made Me           | John Keller, Marcy Levy, Michael Caruso               | 3:18  |
| 9.  | Waitin'                | Kuehnemund, Gardner                                   | 3:11  |
| 10. | Cruisin'               | Kuehnemund, Gardner, Keith Krupp                      | 4:24  |

| 11. | Charmed Life | Tripp, Paris | 4:05 |

| 11. | Give It Away | Geoff Leib, Michael Thompson | 3:32 |

## Crédits
- Jan Kuehnemund-Guitares Rythmique, Solo & Chœurs
- Janet Gardner-Chants, Guitare Rythmique
- Share Pedersen-Basse & Chœurs
- Roxy Petrucci-Batterie & Chœurs

## Singles
- Edge of a Broken Heart
- Cryin'
- Love Made Me